# Logique formelle
La logique formelle est l’étude  des concepts, jugements et raisonnements  considérés abstraitement et sans considération des objets qu'ils désignent. 